# Ehretia javanica
Ehretia javanica är en strävbladig växtart som beskrevs av Carl Ludwig von Blume. Ehretia javanica ingår i släktet Ehretia och familjen strävbladiga växter. Inga underarter finns listade i Catalogue of Life.